# 静脈炎
静脈炎（じょうみゃくえん、英: Phlebitis）は、静脈の炎症である。一般的に疑われるか所に、痛み、腫れ、発赤がみられる。また、静脈の硬化がみられる場合もある。合併症には、深部静脈血栓症や肺血栓塞栓症などがあげられる。
静脈カテーテルを使用している人の30％の人に発症するが、重度の症例はわずか4％である。危険因子には、長期間にわたるカテーテルの使用と共におこなわれる抗生物質の投与などがあげられる。根本的な機序には、静脈の損傷、化学物質による刺激、細菌感染などがあげられる。その他の原因には、表在性血栓性静脈炎の状態として知られている血液凝固である。 一般的な危険因子には、静脈がん、がん、妊娠、可動性の低下などがあげられる。 通常、脚が関与している。
治療を裏付ける証拠は少ないが、取り組みには、温罨法と鎮痛剤の使用である。必要に応じておこなわる血栓の治療には、脚の挙上、非ステロイド性抗炎症薬、時に抗凝固薬の使用などがあげられる。高齢者はより一般的に罹患しやすい。症例が静脈カテーテルによる場合では、男性より女性の方がより一般的に罹患する。